# 2012 في الأرجنتين
فيما يلي قوائم الأحداث التي وقعت خلال عام 2012 في الأرجنتين.

## رياضة
- 1 يناير – الأرجنتين في الألعاب الأولمبية الصيفية 2012
- 1 يناير – دوري كرة السلة الوطني الأرجنتيني 2012–13 الفائز ريجاتاس كوريينتس.
- 1 يناير – رالي الأرجنتين 2012
- 1 يناير – كأس السوبر الأرجنتيني 2012 الفائز أرسنال ساراندي.

## أفلام
من الأفلام التي صدرت هذه السنة في الأرجنتين:
- 1 يناير – الشيطان من إخراج Nicanor Loreti  [لغات أخرى]‏.

## وفيات

### يناير
- 1 يناير – سوزانا أغيرو (مواليد 1944) راقصة باليهة أرجنتينية.

### فبراير
- 8 فبراير – لويس ألبرتو سبينيتا (مواليد 1950) موسيقي أرجنتيني.

### أبريل
- 22 أبريل – خوسيه ماريا مارتينيز (مواليد 1947) لاعب كرة قدم أرجنتيني.

### مايو
- 14 مايو – ماريو تريجو (مواليد 1926) كاتب أرجنتيني.
- 24 مايو – خوان فرانسيسكو لومباردو (مواليد 1925) لاعب كرة قدم أرجنتيني.
- 29 مايو – مورين دنلوب دي بوب (مواليد 1920)

### يونيو
- 11 يونيو – هيكتور بيانشوتي (مواليد 1930) كاتب فرنسي.
- 12 يونيو – أدريان أوتيرو (مواليد 1958) مغني أرجنتيني.
- 18 يونيو – هوراسيو كوبولا (مواليد 1906) مصور أرجنتيني.

### يوليو
- 30 يوليو – هيكتور تيزون (مواليد 1929)

### سبتمبر
- 6 سبتمبر – أوسكار روسي (مواليد 1930) لاعب كرة قدم أرجنتيني.

### نوفمبر
- 5 نوفمبر – ليوناردو فافيو (مواليد 1938)

### ديسمبر
- 15 ديسمبر – أولغا زوباري (مواليد 1929) ممثلة أرجنتينية.